# Kilimbi-See
Der Kilimbi-See (auch Kirimbi-See) liegt im Sektor Gashora des Distrikts Bugesera in der Ostprovinz von Ruanda.

## Geographie
Der Kilimbi-See hat eine Fläche von 3,4 km² und eine mittlere Tiefe von lediglich 2,5 m. Er ist Teil einer Gruppe flacher Seen, die sich in einem Sumpfkomplex auf einer mittleren Höhe von 1360 m befinden. Der größte dieser ist der nordöstlich liegende Mugesera-See. Die Wassertemperaturen in den Seen liegen bei etwa 24 bis 26 °C. Der Wasserstand steigt während der zweimal jährlich auftretenden Regenzeit um ein bis zwei Meter. Die Sichttiefe liegt bei 80 bis 90 cm und ist während der Regenzeiten am geringsten. Südöstlich des Kilimbi-Sees liegt der Gaharwa-See und am Südwestufer befindet sich seit 2022 das Rwanda Institute for Conservation Agriculture mit einer Fläche von 1375 Hektar. Östlich verläuft der Nyabarongo von Nordwesten Richtung Südosten.

## Wirtschaft
Der Kilimbi-See wird für die Fischerei genutzt. 1975 lag die jährliche Fangmenge bei rund 20 Tonnen.